# Arctocorisa convexa
Arctocorisa convexa är en insektsart som först beskrevs av Franz Xaver Fieber 1851.  Arctocorisa convexa ingår i släktet Arctocorisa och familjen buksimmare. Inga underarter finns listade i Catalogue of Life.